# Địa lũy

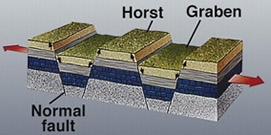
Hình vẽ mặt cắt ngang của địa lũy

Địa lũy (chữ Anh: Horst, chữ Trung: 地壘 / 地垒) là một khối đứt gãy lên cao ở giữa hai tầng đứt gãy cùng tính chất. Thông thường là đứt gãy thuận góc cao nghiêng trái hướng nhau (có 1 góc nghiêng khoảng 50° đến 70°), cũng có thể là đứt gãy nghịch nghiêng cùng hướng nhau, quy mô của nó không bằng nhau, địa lũy quy mô to lớn có thể đạt đến vài chục kilômét trở lên, khoảng cách men theo đứt gãy lên cao có thể đạt đến 04 mét trở lên. Địa lũy là một loại hình thái kiến tạo, có thể có hiển thị ra ở địa mạo, cũng có thể không có hiển thị ra (nếu như bị xâm thực làm cho bằng phẳng vào khoảng thời gian sau).

## Đặc tính
Quy mô kích thước của địa lũy không bằng nhau, độ dài của địa lũy quy mô to lớn có thể đạt đến hàng trăm kilômét. Chiều dày tầng trầm tích của bồn địa địa hào có thể đạt đến hàng nghìn mét. Về phương diện địa hình, địa lũy luôn biểu hiện là núi khối đứt gãy (fault-block mountain), thí dụ như Hoá San, Thái San, Lư San.

## Nguyên nhân hình thành
Cấu trúc khối đứt gãy lồi lên trong vỏ trái đất bị hai bên đứt gãy thuận nghiêng trái hướng nhau (hoặc là đứt gãy nghịch nghiêng cùng hướng nhau) giới hạn cho nên cánh đứt gãy ở khoảng giữa lên cao. Sự kéo duỗi theo hướng dọc có thể đạt đến vài trăm kilômét. Sự hình thành địa lũy có liên quan với tác dụng kéo duỗi nằm ngang so với mặt nước lặng yên của vỏ trái đất, luôn xuất hiện xen lẫn nhau với địa hào.

## Dò tìm địa lũy và hiđrôcácbon
Trong nhiều bồn địa gãy lún trên toàn thế giới, tuyệt đại đa số các hiđrôcácbon đã khám phá ra mà được tìm thấy ở trong các kho chứa dầu (petroleum reservoir) theo quy ước đều có liên quan với địa lũy. Thí dụ, phần lớn dầu mỏ đã tìm thấy ở bồn địa Sirte, Libya được các chuyên gia dò xét và tìm ra ở khối địa lũy quy mô to lớn như nền khoan Zelten (Zelten platform) và nền khoan Dahra cùng với địa lũy quy mô nhỏ hơn như vùng khí áp cao Gialo và sống núi Bu-Attifel.